# نوریهیکو ماتسوموتو
نوریهیکو ماتسوموتو (انگلیسی: Norihiko Matsumoto؛ زادهٔ ۵ مارس ۱۹۴۴) بازیکن هاکی روی چمن اهل ژاپن است.
وی در مسابقات کشوری و بین‌المللی در مجموع برندهٔ ۱ مدال برنز شده‌است.